# سیارک ۱۴۹۵۲۸
سیارک ۱۴۹۵۲۸ (به انگلیسی: 149528 Simonrodriguez، نامگذاری:2003FD129) صد و چهل و نه هزار و پانصد و بیست و هشتمین سیارک کشف شده‌است که در ۲۴ مارس ۲۰۰۳ کشف شد.